# Амер Гояк
А́мер Го́як (босн. Amer Gojak, нар. 13 лютого 1997, Сараєво) — боснійський футболіст, півзахисник хорватського клубу  «Рієка» та національної збірної Боснії і Герцеговини.

## Клубна кар'єра
Народився 13 лютого 1997 року в місті Сараєво. Вихованець місцевих юнацьких команд «Новий Град» та «Желєзнічар».
В січні 2014 року покинув «Желєзнічар» і підписав свій перший професійний контракт з іншим столичним клубом «Олімпік» (Сараєво), в якому 1 березня 2013 року, у віці 17 років, дебютував у чемпіонаті Боснії у поєдинку проти «Вележа», вийшовши на заміну на 78-ій хвилині. Всього за клуб зіграв 19 матчів, забив 3 м'ячі і привернув увагу скаутів сусідніх балканських клубів.
На початку 2015 року перейшов у хорватське «Динамо» (Загреб). 21 березня 2015 року дебютував у чемпіонаті Хорватії у поєдинку проти «Істри», вийшовши на заміну на 66-ій хвилині замість Анхело Енрікеса. У сезоні 2015/16 підводився до основної команди частіше, провівши п'ять зустрічей і один раз відзначившись у поєдинку проти «Локомотиви» 14 травня 2016 року.
З сезону 2017/18 став стабільно грати за першу команду і виграв з нею ряд національних трофеїв. За понад шість сезонів відіграв за «динамівців» 107 матчів в національному чемпіонаті.
5 жовтня 2020 року на умовах оренди з подальшим обов'язковим викупом приєднався до італійського «Торіно». До завершення сезону взяв участь у 17 іграх різних турнірів за італійську команду. Проте умови, необхідні для виникнення зобов'язання з викупу гравця, не були виконані, і влітку 2021 року він повернувся до загребського «Динамо».
Починаючи з сезону 2022/23 Гояк виступав за угорський «Ференцварош». У вересні 2024 року футболіст перейшов до хорватського клубу «Рієка», з яким підписав дворічний контракт.

## Виступи за збірні
2012 року дебютував у складі юнацької збірної Боснії і Герцеговини, взяв участь у 37 іграх на юнацькому рівні, відзначившись 17 забитими голами.
Протягом 2014—2018 років залучався до складу молодіжної збірної Боснії і Герцеговини. На молодіжному рівні зіграв у 19 офіційних матчах, забив 4 голи.
15 листопада 2018 року дебютував в офіційних матчах у складі національної збірної Боснії і Герцеговини в грі Ліги націй, замінивши наприкінці гри Міралема П'янича.
| Дата       | Місто       | Господарі            | Результат               | Гості                | Турнір                               | Голи | Примітки |
| ---------- | ----------- | -------------------- | ----------------------- | -------------------- | ------------------------------------ | ---- | -------- |
| 15-11-2018 | Відень      | Австрія              | 0 – 0                   | Боснія і Герцеговина | Ліга націй УЄФА 2018-2019 - 1-й етап | -    | 87'      |
| 18-11-2018 | Лас-Пальмас | Іспанія              | 1 – 0                   | Боснія і Герцеговина | товариський матч                     | -    |          |
| 23-3-2019  | Сараєво     | Боснія і Герцеговина | 2 – 1                   | Вірменія             | Відбір до ЧЄ 2020                    | -    | 83'      |
| 26-3-2019  | Зениця      | Боснія і Герцеговина | 2 – 2                   | Греція               | Відбір до ЧЄ 2020                    | -    | 90+1'    |
| 8-6-2019   | Тампере     | Фінляндія            | 2 – 0                   | Боснія і Герцеговина | Відбір до ЧЄ 2020                    | -    | 79'      |
| 11-6-2019  | Турин       | Італія               | 2 – 1                   | Боснія і Герцеговина | Відбір до ЧЄ 2020                    | -    | 81'      |
| 5-9-2019   | Зениця      | Боснія і Герцеговина | 5 – 0                   | Ліхтенштейн          | Відбір до ЧЄ 2020                    | 2    |          |
| 8-9-2019   | Єреван      | Вірменія             | 4 – 2                   | Боснія і Герцеговина | Відбір до ЧЄ 2020                    | 1    |          |
| 12-10-2019 | Зениця      | Боснія і Герцеговина | 4 – 1                   | Фінляндія            | Відбір до ЧЄ 2020                    | -    |          |
| 15-10-2019 | Афіни       | Греція               | 2 – 1                   | Боснія і Герцеговина | Відбір до ЧЄ 2020                    | 1    |          |
| 4-9-2020   | Флоренція   | Італія               | 1 – 1                   | Боснія і Герцеговина | Ліга націй УЄФА 2020-2021 - 1-й етап | -    |          |
| 7-9-2020   | Зениця      | Боснія і Герцеговина | 1 – 2                   | Польща               | Ліга націй УЄФА 2020-2021 - 1-й етап | -    | 46'      |
| 8-10-2020  | Сараєво     | Боснія і Герцеговина | 1 – 1 д.ч. (3 – 4 п.п.) | Північна Ірландія    | Відбір до ЧЄ 2020                    | -    | 83'      |
| 11-10-2020 | Зениця      | Боснія і Герцеговина | 0 – 0                   | Нідерланди           | Ліга націй УЄФА 2020-2021 - 1-й етап | -    |          |
| 14-10-2020 | Вроцлав     | Польща               | 3 – 0                   | Боснія і Герцеговина | Ліга націй УЄФА 2020-2021 - 1-й етап | -    | 58'      |
| 12-11-2020 | Сараєво     | Боснія і Герцеговина | 0 – 2                   | Іран                 | товариський матч                     | -    | 46'      |
| 15-11-2020 | Амстердам   | Нідерланди           | 3 – 1                   | Боснія і Герцеговина | Ліга націй УЄФА 2020-2021 - 1-й етап | -    | 61'      |
| 18-11-2020 | Сараєво     | Боснія і Герцеговина | 0 – 2                   | Італія               | Ліга націй УЄФА 2020-2021 - 1-й етап | -    |          |
| 24-3-2021  | Гельсінкі   | Фінляндія            | 2 – 2                   | Боснія і Герцеговина | Відбір до ЧС 2022                    | -    | 64'      |
| 27-3-2021  | Зениця      | Боснія і Герцеговина | 0 – 0                   | Коста-Рика           | товариський матч                     | -    | 58'      |
| 31-3-2021  | Сараєво     | Боснія і Герцеговина | 0 – 1                   | Франція              | Відбір до ЧС 2022                    | -    | 86'      |
| 4-9-2021   | Зениця      | Боснія і Герцеговина | 1 – 0                   | Кувейт               | товариський матч                     | -    | 61'      |
| 7-9-2021   | Зениця      | Боснія і Герцеговина | 2 – 2                   | Казахстан            | Відбір до ЧС 2022                    | -    | 54'      |
| 9-10-2021  | Астана      | Казахстан            | 0 – 2                   | Боснія і Герцеговина | Відбір до ЧС 2022                    | -    | 83'      |
| 12-10-2021 | Львів       | Україна              | 1 – 1                   | Боснія і Герцеговина | Відбір до ЧС 2022                    | -    | 58'      |
| 13-11-2021 | Зениця      | Боснія і Герцеговина | 1 – 3                   | Фінляндія            | Відбір до ЧС 2022                    | -    | 56'      |
| 16-11-2021 | Зениця      | Боснія і Герцеговина | 0 – 2                   | Україна              | Відбір до ЧС 2022                    | -    | 64'      |
| 25-3-2022  | Зениця      | Боснія і Герцеговина | 0 – 1                   | Грузія               | товариський матч                     | -    | 76'      |
| 29-3-2022  | Зениця      | Боснія і Герцеговина | 1 – 0                   | Люксембург           | товариський матч                     | -    |          |
| 4-6-2022   | Гельсінкі   | Фінляндія            | 1 – 1                   | Боснія і Герцеговина | Ліга націй УЄФА 2022-2023 - 1-й етап | -    | 57'      |
| 7-6-2022   | Зениця      | Боснія і Герцеговина | 1 – 0                   | Румунія              | Ліга націй УЄФА 2022-2023 - 1-й етап | -    |          |
| 11-6-2022  | Подгориця   | Чорногорія           | 1 – 1                   | Боснія і Герцеговина | Ліга націй УЄФА 2022-2023 - 1-й етап | -    |          |
| 14-6-2022  | Зениця      | Боснія і Герцеговина | 3 – 2                   | Фінляндія            | Ліга націй УЄФА 2022-2023 - 1-й етап | -    | 76' 84'  |
| 23-9-2022  | Зениця      | Боснія і Герцеговина | 1 – 0                   | Чорногорія           | Ліга націй УЄФА 2022-2023 - 1-й етап | -    | 73'      |
| 26-9-2022  | Бухарест    | Румунія              | 4 – 1                   | Боснія і Герцеговина | Ліга націй УЄФА 2022-2023 - 1-й етап | -    |          |
| Усього     |             | Матчів               | 35                      |                      | Голів                                | 4    |          |

## Титули і досягнення
- Чемпіон Хорватії (7):

«Динамо» (Загреб): 2014-15, 2015-16, 2017-18, 2018-19, 2019-20, 2021-22
«Рієка»: 2024-25
- Володар Кубка Хорватії (5):

«Динамо» (Загреб): 2014-15, 2015-16, 2016-17, 2017-18
«Рієка»: 2024-25
- Володар Суперкубка Хорватії (2):

«Динамо» (Загреб): 2019, 2022
- Чемпіонат Угорщини (2):

«Ференцварош»: 2022-23, 2023-24